# Klozapina
Klozapina – organiczny związek chemiczny, pochodna dibenzodiazepiny. Jest pierwszym opracowanym atypowym lekiem przeciwpsychotycznym. Nie wywołuje objawów pozapiramidowych ani hiperprolaktynemii, jej stosowanie wiąże się z mniejszym ryzykiem późnych dyskinez. Ma udokumentowaną skuteczność w schizofrenii lekoopornej. Mimo że jest najskuteczniejszym znanym lekiem przeciwpsychotycznym, nie jest lekiem pierwszego rzutu ze względu na potencjalnie śmiertelne działania niepożądane: agranulocytozę i zapalenie mięśnia sercowego.

## Mechanizm działania
Klozapina jako atypowy neuroleptyk jest antagonistą receptorów dopaminergicznych i serotoninergicznych. Wiąże się z receptorami dopaminowymi D1-D5, przy czym jej powinowactwo do receptora D4 jest 10 razy wyższe od powinowactwa do D2. Jest częściowym agonistą receptora 5-HT1A, czemu przypisuje się jej korzystne działanie na objawy afektywne i funkcje poznawcze. Udowodniono bezpośrednie działanie klozapiny na receptor GABAB.
Klozapina jest antagonistą receptorów muskarynowych M1, M2, M3 i M5. Jest też agonistą receptorów M4, mających wysoką ekspresję w śliniankach. Wyjaśnia to częściowo ślinotok, występujący w trakcie leczenia klozapiną.

## Farmakokinetyka
Czas półtrwania klozapiny wynosi 5–16 godzin. Metabolizowana jest przy udziale izoenzymów cytochromu P450: głównie CYP1A2, także CYP2D6, CYP3A4, CYP2C9 i CYP2C19. W metabolizmie uczestniczą również monooksygenazy flawinowe. Głównym metabolitem jest norklozapina.

## Wskazania
Klozapina jest stosowana głównie w leczeniu lekoopornej schizofrenii, która oznacza niezadowalającą odpowiedź objawów na co najmniej dwa różne leki przeciwpsychotyczne. Klozapina jest wyraźnie bardziej skuteczna w zwalczaniu objawów schizofrenii niż starsze typowe leki przeciwpsychotyczne, przynosząc najlepsze efekty u osób, które słabo odpowiedziały na inne leczenie. Chociaż zmniejsza częstość nawrotów, a tolerancja pacjentów na lek jest lepsza, to nie przekłada się to na znaczącą poprawę w zakresie ogólnego funkcjonowania. Jest lekiem z wyboru w psychozie w przebiegu choroby Parkinsona. Stosowana jest również w zaburzeniach schizoafektywnych i w lekoopornych zaburzeniach afektywnych dwubiegunowych.

## Interakcje lekowe
Połączenie terapii klozapiną z następującymi lekami powoduje zwiększenie stężenia klozapiny:
- fluwoksamina (poprzez hamowanie CYP1A2, nawet o 900%[9])
- cyprofloksacyna (o 100%, prawdopodobnie z powodu hamowania CYP1A2 i CYP3A4)[9]
- paroksetyna[9]
- risperidon
- sertralina[9]
- warfaryna (jest lekiem silnie wiążącym się z białkami)[9]
- cymetydyna (ponad 50%)[9]
- digoksyna
- disulfiram
- erytromycyna
- estrogeny
- fluoksetyna (prawdopodobnie na drodze hamowania CYP2D6[9]).

Połączenie terapii klozapiną z następującymi lekami powoduje zmniejszenie stężenia klozapiny:
- arypiprazol (o 15%[9])
- fenobarbital (prawdopodobnie z powodu indukcji CYP1A2)[9]
- fenytoina (poprzez indukcję CYP1A2)[9]
- karbamazepina (poprzez indukcję CYP3A4)
- ryfampicyna (nawet 600%)[14], prawdopodobnie przez indukcję CYP1A2 i CYP3A4[9]
- leki zobojętniające kwas solny, np. inhibitory pompy protonowej.

Ponadto, opisano spadki ciśnienia tętniczego przy połączeniu klozapiny z benzodiazepinami i inhibitorami ACE (enalaprilem, diltiazemem), zaburzenia świadomości z majaczeniem po dodaniu lorazepamu do klozapiny.
Palenie tytoniu i marihuany obniża poziom klozapiny poprzez indukcję CYP1A2 w stopniu zależnym od liczby wypalanych papierosów, co może prowadzić do mniejszej odpowiedzi na lek i poważnych działań niepożądanych spowodowanych rzuceniem palenia.

## Działania niepożądane
Bardzo często występujące działania uboczne to senność, zawroty głowy, częstoskurcz, zaparcia i ślinotok. Często występują: leukopenia, zmniejszenie liczby leukocytów, neutropenia, eozynofilia, leukocytoza, zwiększenie masy ciała, dyzartria, napady padaczkowe, drgawki (także drgawki miokloniczne), objawy pozapiramidowe, akatyzja, sztywność, ból głowy, nieostre widzenie, omdlenia, niedociśnienie ortostatyczne, nadciśnienie, nudności, wymioty, jadłowstręt i suchość jamy ustnej.
Poważnymi działaniami niepożądanymi są agranulocytoza, zapalenie mięśnia sercowego, złośliwy zespół neuroleptyczny, zatorowość płucna.

## Środki ostrożności
Ze względu na niebezpieczeństwo pojawienia się leukopenii i agranulocytozy konieczne jest stałe monitorowanie obrazu krwi. Do standardu należy wykonywanie badania co tydzień przez pierwsze 18 tygodni zażywania leku, a potem co miesiąc przez cały okres trwania terapii. Spadek leukocytów poniżej 2000–3000, a neutrofilów poniżej 1500, wymaga natychmiastowego odstawienia leku.

## Historia
Klozapina została zsyntetyzowana w laboratoriach firmy farmaceutycznej Sandoz w 1961 roku. W kolejnych latach przeprowadzano próby kliniczne, w efekcie których w 1972 roku lek wprowadzono do lecznictwa w Szwajcarii i Austrii. W 1975 roku lek wprowadzono do obrotu na terenie Niemiec i Finlandii. W tym samym czasie przeprowadzano badania nad klozapiną w Stanach Zjednoczonych. Wśród powikłań zgłaszano przypadki agranulocytozy prowadzącej do śmierci. Sandoz dobrowolnie wycofał lek z obrotu w 1975 roku. Przez wiele kolejnych lat lek był niedostępny na rynku farmaceutycznym, jednak w ośrodkach badawczych nadal przeprowadzano doświadczenia. Badania wykazywały wysoką skuteczność leczenia schizofrenii lekoopornej. W 1989 roku FDA zezwoliła na stosowanie klozapiny wyłącznie w leczeniu psychoz lekoopornych. Stopniowo lek wprowadzono ponownie do lecznictwa w wielu krajach.

## Preparaty
Lek jest dostępny pod nazwami handlowymi Clozaril, Klozapol, Leponex.